# Armatoplana panamensis
Armatoplana panamensis is een platworm (Platyhelminthes). De worm is tweeslachtig. De soort leeft in het zoute water.
Het geslacht Armatoplana, waarin de platworm wordt geplaatst, wordt tot de familie Stylochoplanidae gerekend. De wetenschappelijke naam van de soort werd voor het eerst geldig gepubliceerd in 1896 door Plehn.